# Princivalle Fieschi
Princivalle Fieschi (republiek Genua, circa 1300 - Tortona, 1348) was bisschop van Brescia (1317-1325) en nadien bisschop van Tortona (1325-1348).

## Levensloop
Fieschi behoorde tot de adellijke familie Fieschi uit Genua; deze familie kende vertakkingen in diverse steden van de Republiek Genua. Van jongs af aan ging hij voor een kerkelijke carrière. Hij begon als kanunnik in Tulle, een stad in het koninkrijk Frankrijk onder invloed van de pausen van Avignon. Fieschi was er kanunnik tot paus Johannes XXII het bisdom Tulle oprichtte (1317).
In 1317 benoemde Johannes XXII Fieschi tot bisschop van Brescia, in het Heilige Roomse Rijk. Fieschi’s voorganger, Federico Maggi, moest weg van de paus: Maggi, een vertrouweling van keizer Lodewijk de Beier, voerde anti-Roomse activiteiten als hoofd van de partij der Ghibellijnen in Brescia. Fieschi werd bisschop van Brescia zonder instemming van het kapittel van deze stad. Over dit pontificaat in Brescia is niets bekend, zelfs geen akte van belastingheffing.
Vanaf 1325 tot zijn dood in 1348 was hij bisschop van Tortona, dat deel uitmaakte van de Republiek Genua.